# Sándor Jemnitz
Sándor Jemnitz, także Alexander Jemnitz (ur. 9 sierpnia 1890 w Budapeszcie, zm. 8 sierpnia 1963 w Balatonföldvár) – węgierski kompozytor i dyrygent.

## Życiorys
W latach 1906–1908 był uczniem Hansa Koesslera w Akademii Muzycznej w Budapeszcie. Naukę kontynuował w Lipsku u Maxa Regera (kompozycja), Arthura Nikischa (dyrygentura), Karla Straubego (organy) i Hansa Sitta (skrzypce). W latach 1911–1913 działał jako dyrygent prowincjonalnych teatrów w Bremie, Czerniowcach i Schwenningen, następnie wyjechał do Berlina, gdzie został uczniem Arnolda Schönberga. W 1916 roku wrócił do Budapesztu. Od 1924 do 1948 roku pisał krytyki muzyczne do socjaldemokratycznego dziennika „Népszava”, działał też w towarzystwie chórów robotniczych. Po 1948 roku ze względów politycznych został odsunięty od oficjalnego życia muzycznego w kraju i zajął się pisarstwem, przejściowo w 1951 roku otrzymał jednak posadę wykładowcy Akademii Muzycznej w Budapeszcie. Opublikował monografie poświęcone Mendelssohnowi (1958), Schumannowi (1958), Beethovenowi (1960), Chopinowi (1960) i Mozartowi (1961).

## Twórczość
Był jedynym węgierskim kompozytorem mającym bezpośrednią styczność z Arnoldem Schönbergiem, utrzymywał też korespondencję z Theodorem Adorno i Albanem Bergiem. Jego twórczość cechuje się melodyką o bogatej ornamentyce i indywidualnie kształtowanymi konstrukcjami skalowymi. Jego twórczość ceniona była w krajach niemieckojęzycznych, nie znalazła jednak większego uznania w rodzinnym kraju, gdzie była rzadko wykonywana.
Tworzył w stylu polifonicznym, stosując złożoną fakturę ukształtowaną pod wpływem twórczości modernistycznych kompozytorów niemieckich, w jego muzyce widoczne są wyraźnie nawiązania do szkoły Maxa Regera. Podporządkowana przebiegom linearnym harmonika wykazuje wpływ twórczości Arnolda Schönberga.

## Ważniejsze kompozycje
(na podstawie materiałów źródłowych)

### Utwory orkiestrowe
- Koncert na orkiestrę kameralną (1931)
- Preludium i fuga (1933)
- 7 miniatur (1948)
- Uwertura na Festiwal Pokoju (1951)
- Koncert na orkiestrę smyczkową (1954)
- Fantazja (1956)

### Utwory kameralne
- 3 sonaty skrzypcowe (I 1921, II 1923, III 1925)
- Sonata wiolonczelowa (1922)
- 3 sonaty na skrzypce solo (I 1922, II 1932, III 1938)
- Trio fletowe (1924)
- 2 tria dęte (1925)
- Kwartet na 4 trąbki (1925)
- 2 tria smyczkowe (I 1925, II 1929)
- Sonata na flet i fortepian (1931)
- Partita na 2 skrzypiec (1932)
- Trio gitarowe (1932)
- Sonata na wiolonczelę solo (1933)
- Sonata na harfę solo (1933)
- Duo-sonata na saksofon i banjo (1934)
- Sonata na kontrabas solo (1935)
- Sonata na trąbkę solo (1938)
- Sonata na flet solo (1941)
- Sonata na altówkę solo (1941)
- Kwartet smyczkowy (1950)
- 2 suity na skrzypce i fortepian (I 1952, II 1953)
- Trio na flet, obój i klarnet (1958)

### Utwory fortepianowe
- 5 sonat (I 1914, II 1927, III 1929, IV 1933, V 1954)
- 3 utwory (1915)
- 2 sonatiny (1919)
- 17 bagatel (1919)
- Recueil (1938–1945)
- 8 utworów (1951)

### Utwory organowe
- 3 sonaty (I 1941, II 1959, III 1959)

### Balet
- Divertimento (1921, wyst. Budapeszt 1947)